# WASP-79 b
WASP-79 b (также известна как Pollera) — подтверждённая экзопланета, вращающаяся вокруг жёлто-белой карликовой звезды главной последовательности WASP-79. Находится примерно в 810 св. лет (248 парсек) от Солнечной системы в созвездии Эридана. Планета была открыта с помощью транзитного метода группой астрономов, работающих в рамках программы SuperWASP в 2012 году.
WASP-79 b относится к классу горячих юпитеров. Она вращается на расстоянии 0,05 а. е. от своей звезды, её орбитальный период составляет 3,6 дня. Отношение массы планеты к массе Юпитера составляет 90 %. Радиус планеты, вероятнее всего, составляет 170 % от радиуса Юпитера, хотя, возможно, может составлять 209 %. На данный момент WASP-79 b является одной из крупнейших обнаруженных экзопланет.